# Baltzer Friedrich von Sydow
Baltzer Friedrich von Sydow (* 21. März 1652 in der Neumark; † 31. Mai 1733 in Küstrin) war ein preußischer Generalleutnant, Kommandant der Festung Küstrin sowie Erbherr von Radduhn.

## Leben

### Herkunft
Baltzer Friedrich entstammte dem Adelsgeschlecht Sydow. Er war der Sohn von Adam von Sydow, Herr auf Rehdorf, und dessen Ehefrau Hyppolitha, geborene von Sack aus dem Hause Butterfelde. Sein Bruder war der spätere preußische Generalmajor Adam Wilhelm von Sydow.

### Militärkarriere
1692 wurde Sydow Kapitän der kurmärkischen Garde und war Teil der Brandenburger Truppen die nach Ungarn entsandt wurden, um gegen die Türken zu kämpfen. In der Schlacht bei Slankamen wurde er als Oberstleutnant schwer verletzt. 1693 stellte er ein Bataillon Fußsoldaten auf. 1695 wurde es zu einem Regiment aufgewertet, dessen erster Chef er wurde. Es nannte sich fortan Regiment „Sydow zu Fuß“. 1701 wurde er Oberst und bereits am 8. Oktober 1701 wurde er Brigadier. Im Januar 1705 wurde er zum Kommandanten von Küstrin ernannt. Am 19. September 1709 war er bei den preußischen Truppen in den republikanischen Niederlanden, als er zum Generalmajor ernannt wurde. Am 16. September 1720 folgte die Beförderung zum Generalleutnant und am 31. Januar 1721 dimittierte Sydow von seinem Posten als Kommandant von Küstrin. Er starb am 31. Mai 1733 in Küstrin.

### Familie
Sydow war seit 1689 mit Anna Louise von Mörner aus dem Hause Zellin verheiratet. Das Paar hatte mehrere Kinder:
- Friedrich Lebenrecht († 1707)
- Elisabeth Tugendreich (* 4. Oktober 1697; † 21. Februar 1782) ⚭ 1714 Karl Aemilius von Sack, preußischer Major
- Catharina Elisabeth ⚭ 29. Juli 1737 Gerd Siegmund von Grape (* 1702; † 20. November 1777), preußischen Hauptmann
- Christiane Amalie (* Dezember 1698) ⚭ 1727 Hans Detlof von Winning (1693–1737), Eltern von Christian Ludwig von Winning
- Johanna Juliane (* März 1700; † 24. Januar 1763)
- Adam Wilhelm (* 19. Januar 1703; † 13. Februar 1756), Erbherr auf Radduhn ⚭ 1734 Wilhelmine Juliane von Küssow (heiratete als Witwe N.N. von Wobeser)